# Ted Daeschler
Edward B. « Ted » Daeschler est un paléontologue américain, spécialistes des vertébrés, conservateur associé et président de la biologie des vertébrés à l'Académie des sciences naturelles de Philadelphie. Il est spécialiste de la paléontologie des poissons, notamment ceux datant du Dévonien supérieur, et de l'apparition des premiers vertébrés à membres,,. Il est connu pour faire partie des équipes étant à l'origine de la description de nombreux stégocéphales basaux, tels Hynerpeton, et Tiktaalik.

## Présentation
Il obtient un doctorat de l'université de Pennsylvanie en 1998. Il a récemment obtenu des bourses de recherche de la Fondation nationale pour la science, de la National Geographic Society et d'autres donateurs. Il est également connu pour son travail sur la préservation des collections d'histoire naturelle.